# 烏拉圭國會
国会（西班牙語：Asamblea General）是乌拉圭的国家立法机关。国会实行两院制，由乌拉圭参议院和乌拉圭众议院组成。参、众两院分别由31名参议员和99名众议员组成，任期五年，可连选连任。其中国会主席兼参议长由副总统兼任。众议长由众议员选举产生，任期一年。每年3月15日至12月15日为国会会期。闭会期间，由参、众两院组成常设委员会主持日常工作。